# JagdSchweiz
JagdSchweiz / ChasseSuisse / CacciaSvizzera / CatschaSvizra ist ein eingetragener Verein und Dachverband der Jagd in der Schweiz. Er hat 35 Mitgliedsorganisationen, darunter regionale Zusammenschlüsse (meist kantonale Jagdorganisationen) aber auch thematische Vereine (zum Beispiel Clubs von Hunderassen).
Über die Mitglieder bzw. deren Untergliederungen sind 30'000 Jäger organisiert. Der Verein ist Mitglied bei FACE, dem Zusammenschlusses der Verbände für Jagd und Wildtiererhaltung in Europa, sowie des CIC, des internationalen Jagdrates zur Erhaltung des Wildes. JagdSchweiz ist ebenfalls Mitglied von IUCN und verfügt über das Verbandsbeschwerderecht. JagdSchweiz wird durch finanzielle Beiträge der Mitglieder sowie weitere Zuwendungen getragen.

## Geschichte
Am 15. April 1882 gründeten Jäger in Genf den Schweizerischen Jäger- und Wildschutz-Verein unter dem Namen Diana. Unter der Führung des Gründungspräsidenten Edmond Eynard aus Rolle erarbeitete dieser Club die ersten Grundlagen für einen gesamtschweizerischen Jägerverein.
Ein Hauptziel der Initianten war es, die Jagdgruppierungen aus der ganzen Schweiz zu vereinen und einen breit abgestützten nationalen Verein zu gründen. Der erste „Central-Vorstand“ bestand denn auch aus Jägern der Kantone Genf, Waadt, Freiburg, Luzern und Graubünden. Rasch nahm der Mitgliederbestand zu: Ein Jahr nach der Gründung zählte der Verein bereits 285 Mitglieder. Im Jahr 1890 waren über 1’000 Jäger Mitglieder der Diana. Sie waren in 23 Sektionen in mehreren Kantonen organisiert. Anfang des 20. Jahrhunderts zerfiel die gesamtschweizerische Organisation angesichts der aufkommenden Diskussionen über die Einführung der Revierjagd. Es entstanden dafür regionale Zusammenschlüsse der Revier- respektive der Patentjäger. Diana Suisse überlebte nur in der Romandie. Als Ende des 20. Jahrhunderts jedoch die Notwendigkeit einer systemübergreifenden und gesamtschweizerischen Organisation erkannt wurde, wurde auf der immer noch bestehenden Diana der neue Dachverband JagdSchweiz/ChasseSuisse/CacciaSvizzera/CatschaSvizra aufgebaut.

## Erste Aufgaben und Ziele
Zur Zeit der Gründung waren die Wildbestände durch unkontrollierte Jagd und Wilderei massiv zurückgegangen und einige Arten gar nicht mehr vorhanden. Die Gründer der Diana gaben sich darum vordringlich zwei Ziele. Einerseits sollte die Schweiz wieder mit mehr Wild bevölkert werden, um die Jagdfreiheit überhaupt leben zu können. Da die politischen Behörden bisher aber sehr wenig für die Wiedereinbürgerung des Wildes unternahmen, erachtete es Diana als Aufgabe der Jäger aller Landesteile, auf die Dringlichkeit des Vorhabens hinzuweisen und die Behörden zu ermuntern, mit den Jägern zusammen den Weg des Schutzes und der Vermehrung des Wildes zu beschreiten.
Andererseits war es das Ziel, auf die strenge Durchsetzung des eidgenössischen Jagdgesetzes zu pochen. Denn in manchen Kantonen war die Polizei wenig erfolgreich in ihrer Arbeit gegen Wilderei. Diana wollte sich entschieden für eine Weiterentwicklung des schweizerischen Jagdgesetzes einsetzen, für eine bessere Jagdpolizei und für einen Kampf gegen Frevler und Wilddiebe.

## Zweck heute
Der Zweck des Verbands besteht heute gemäss den Statuten in der Erhaltung und Förderung einer zeitgemässen Jagd in der Schweiz.
Der Verband hat statutarisch folgenden Zweck:
- Förderung und Erhaltung der freilebenden Tierwelt und ihrer Lebensräume
- Vertretung der Interessen der Schweizer Jägerschaft im In- und Ausland
- Erhaltung und Fortbestand einer weidgerechten und nachhaltigen Jagd, unter Wahrung und Förderung der Interessen aller Jäger und unter Berücksichtigung der bestehenden Jagdsysteme, der unterschiedlichen Jagdarten sowie der kulturellen und landschaftlichen Vielfalt in der Schweiz
- Unterstützung der Mitglieder
- Sicherstellung einer nationalen Öffentlichkeitsarbeit
- Zusammenarbeit mit zielverwandten Organisationen